# Geoffrey Russell (4e baron Ampthill)
Geoffrey Denis Erskine Russell, 4e baron Ampthill, (15 octobre 1921 - 23 avril 2011)  est un pair héréditaire britannique et un homme d'affaires, dont la paternité et la succession à la pairie ont été disputées dans le " cas du bébé Ampthill ".

## Biographie
Son père, John Russell (3e baron Ampthill) demande à renoncer à la paternité lors du divorce de la mère de Russell, Christabel Hulme Hart, en 1923, affirmant la non-consommation. La demande est rejetée en appel et la mère de Russell obtient une déclaration de légitimité.
Formé à la Stowe School, Russell sert dans les Irish Guards pendant la Seconde Guerre mondiale, après avoir été nommé capitaine en 1941. Il sert dans la division blindée des gardes en France en 1944, où il est blessé, et en Norvège en 1945.
Russell est directeur général de Fortnum & Mason de 1947 jusqu'à sa démission en 1951, puis président du New Providence Hotel jusqu'en 1965. Il fait carrière dans la direction théâtrale en tant que propriétaire / directeur général de Linnet & Dunfee (qui produit la production originale du tube musical Salad Days) de 1953 à 1981. Il est ensuite directeur de United Newspapers et Express Newspapers. Il est également président du service d'urgence hélicoptère de Londres.
Russell devient baron Ampthill en 1973, à la mort de son père. Sa succession est contestée sans succès par son demi-frère John Hugo Trenchard Russell, fils aîné du troisième mariage du 3e baron. Le Comité des privilèges statue en faveur de Geoffrey en 1976.
À la Chambre des lords, Ampthill siège en tant que crossbencher. Il est vice-président en 1983 et président de comités de 1992 à 1994. Il est nommé CBE en 1986 et conseiller privé en 1995. À la suite de l'adoption de la House of Lords Act 1999 qui retire la majorité des pairs héréditaires de la Chambre, Ampthill est l'un des quatre-vingt-dix héréditaires élus pour continuer à siéger. Il est l'un des quinze pairs élus par toute la Chambre à être disponibles pour servir comme vice-président et de membre du bureau.
En 1946, Ampthill épouse Susan Winn, une petite-fille du 2e baron St Oswald et d'Almeric Paget (1er baron Queenborough), dont il divorce en 1971; ils ont trois fils et une fille. Il épouse ensuite Elisabeth Mallon en 1972 et divorce en 1987. Il est remplacé par son fils aîné David Russell.